# Prismatic World Tour
Prismatic World Tour là chuyến lưu diễn thứ ba của ca sĩ người Mỹ Katy Perry nhằm quảng bá cho album phòng thu thứ tư của cô, Prism (2013). Nó được bắt đầu vào ngày 7 tháng 5 năm 2014 tại Sân vận động Odyssey thuộc Belfast, Bắc Ireland. Lượt đầu tiên còn bao gồm những buổi trình diễn ở Scotland và Anh trong tháng đó. Từ tháng 6 đến tháng 10 năm 2014, lượt thứ hai diễn ra tại Hoa Kỳ, Canada và Mexico. Một phần số tiền trích ra từ doanh thu bán vé cho chặng 2 tour diễn đã được gửi đến các tổ chức UNICEF, Autism Speaks, Bệnh viện nghiên cứu St. Jude Children, và Susan G. Komen for the Cure nhằm mục đích từ thiện. Chặng thứ ba bắt đầu vào ngày 7 tháng 11 năm 2014 tại Perth và kết thúc ở Auckland vào ngày 20 tháng 12 năm 2014. Trong năm 2015, sau màn trình diễn tại Super Bowl XLIX, Perry tiếp tục lượt 4 tại châu Âu, giữa ngày 16 tháng 2 và 22 tháng 3. Chặng 5 đã diễn ra tại châu Á trong tháng 4 và tháng 5. Cô sẽ trình diễn ở Nam Mỹ vào ngày 22 tháng 9, và tour sẽ kết thúc vào ngày 12 tháng 10 năm 2015.
The Prismatic World Tour đã trở thành tour diễn thành công nhất trong sự nghiệp của Perry tính đến nay. Đây là chuyến lưu diễn có doanh thu cao thứ 2 trong năm 2014, và cao nhất đối với một nghệ sĩ nữ, ở Bắc Mỹ. Theo Pollstar, nó là tour bán chạy thứ 4 trên thế giới, và bán chạy nhất bởi một nữ ca sĩ solo, vào năm 2014 với tổng doanh thu trên 153 triệu đô và 1.407.972 khán giả tham dự. Tour diễn rất thành công tại Bắc Mỹ, trở thành một trong 25 tour thành công nhất mọi thời đại ở đây với doanh thu 94.3 triệu đô, bán chạy thứ 3 ở Bắc Mỹ trong năm 2014. Prismatic World Tour còn đặc biệt thành công tại Úc, bán được hơn 350.000 vé và phá vỡ kỷ lục về số lượng vé được bán ra trong một đêm của Sân vận động Allphones với 89.000 vé. Thành công của nó còn tiếp tục được thể hiện trong năm 2015, khi lọt vào Top 100 Tour diễn Thế giới giữa năm của Pollstar ở vị trí thứ 23, thu về 25.8 triệu đô từ 35 buổi, và tổng cộng 373.133 người tham dự. Tuy nhiên, con số này sau đó được Pollstar đính chính là 35.7 triệu đô.
Vào năm Billboard Touring Awards 2014, tour diễn đã đoạt giải "Top Package" và được đề cử cho "Concert Marketing & Promotion". Perry là nghệ sĩ được tìm nhiều thứ 7 trên Ticketmaster vào năm 2014.

## Thành tựu

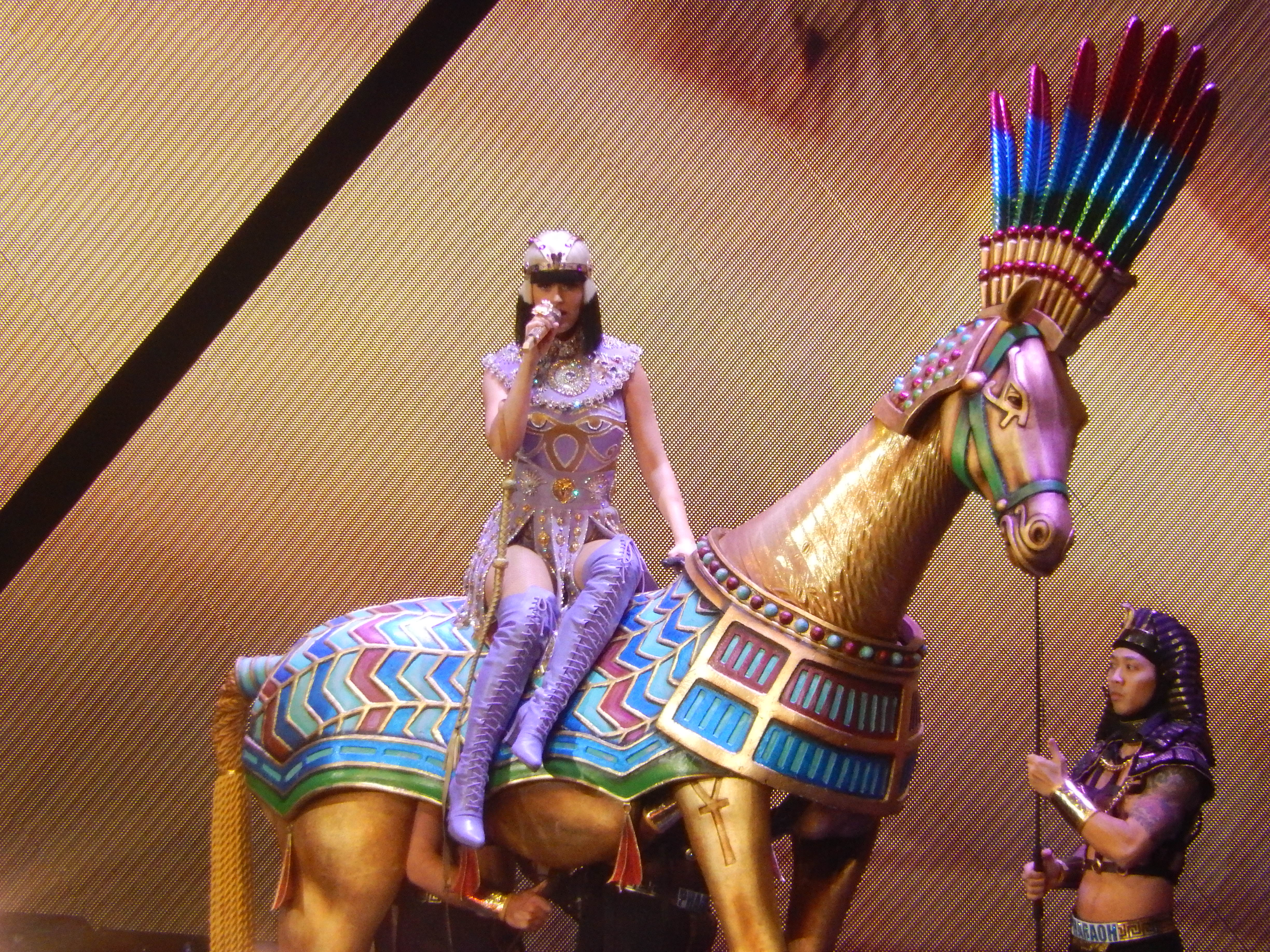
Perry trình diễn "Dark Horse" trong The Prismatic World Tour

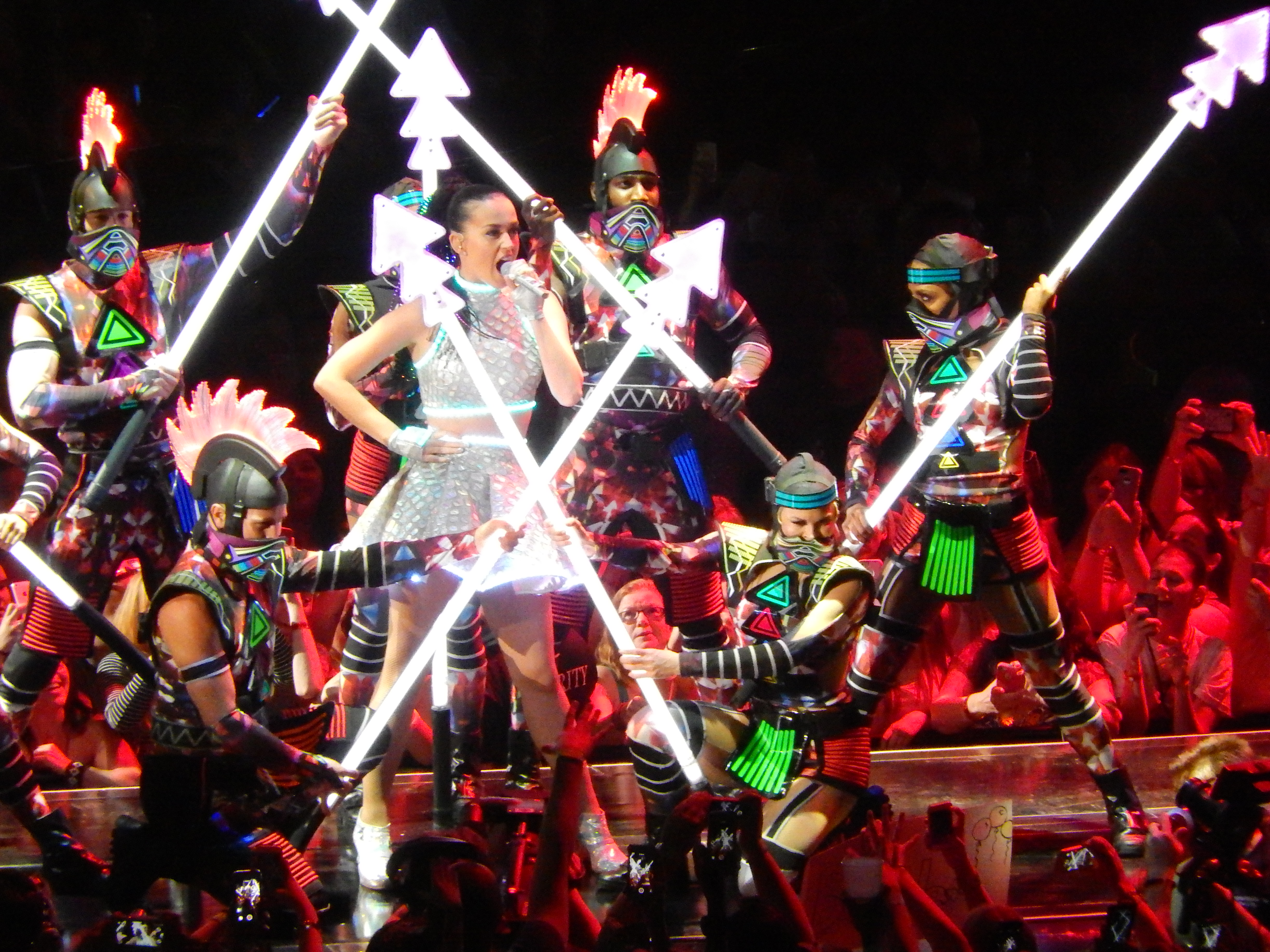
Perry trình diễn ở Newark, New Jersey vào tháng 6 năm 2014

| Năm  | Giải thưởng                              | Hạng mục                                 | Kết quả   | Nguồn  |
| ---- | ---------------------------------------- | ---------------------------------------- | --------- | ------ |
| 2014 | Giải thưởng Teen Choice                  | Lựa chọn Âm nhạc: Chuyến lưu diễn mùa hè | Đề cử     | [ 15 ] |
| 2014 | Giải thưởng Âm nhạc Billboard (Giữa năm) | Tour xuất sắc nhất                       | Đề cử     | [ 16 ] |
| 2014 | Giải thưởng TEC                          | Sản xuất Tour / Sự kiện âm nhạc          | Đề cử     | [ 17 ] |
| 2014 | Giải thưởng Billboard Touring            | Giải Concert Marketing & Promotion       | Đề cử     | [ 18 ] |
| 2014 | Giải thưởng Billboard Touring            | Top Package                              | Đoạt giải | [ 18 ] |
| 2014 | Giải thưởng Capital Loves                | Live Show xuất sắc nhất                  | Đề cử     | [ 19 ] |
| 2015 | Giải thưởng Pollstar                     | Tour diễn của năm                        | Đề cử     | [ 20 ] |
| 2015 | Giải thưởng Pollstar                     | Sản xuất sân khấu sáng tạo nhất          | Đoạt giải | [ 20 ] |

## Nghệ sĩ hát mở màn
- Icona Pop - Lượt 1 (Châu Âu)
- Capital Cities, Kacey Musgraves, Tegan & Sara, Becky G, Ferras - Lượt 2 (Bắc Mỹ)
- Betty Who, Tove Lo - Lượt 3 (Châu Úc)
- Charli XCX - Lượt 4 (Châu Âu)
- The Dolls, Ferras - Lượt 5 (Châu Á)
- Robyn, Tinashe - Lượt 6 (Mỹ La tinh)

## Danh sách trình diễn
Danh sách được trình diễn vào ngày 30 tháng 5 năm 2014. Chúng có thể không chính xác với tất cả các buổi.
1. "Roar"
2. "Part of Me"
3. "Wide Awake"
4. "This Moment" / "Love Me"
5. "Dark Horse"
6. "E.T."
7. "Legendary Lovers"
8. "I Kissed a Girl"
9. "Hot n Cold"
10. "International Smile" / "Vogue"
11. "By the Grace of God"
12. "The One That Got Away" / "Thinking of You"
13. "Unconditionally"
14. "Walking on Air"
15. "It Takes Two"
16. "This Is How We Do" / "Last Friday Night (T.G.I.F.)"
17. "Teenage Dream"
18. "California Gurls"
19. "Birthday"

Kết màn
1. "Firework

- Perry trình diễn "Double Rainbow" trước "Unconditionally" trong một vài buổi ở châu Âu.[21]
- Trong vài ngày, như ngày 24 tháng 7 ở Thành phố New York và 28 tháng 4 ở Đài Bắc, Ferras tham gia trình diễn với Perry trong ca khúc "Legends Never Die".[22][23]

## Ngày
| Ngày                                                        | Thành phố                                                   | Quốc gia                                                    | Địa điểm                                                    | Nghệ sĩ mở màn                                              | Khán giả                                                    | Doanh thu                                                   |
| Chặng 1 — Châu Âu (Vương quốc Liên hiệp Anh và Bắc Ireland) | Chặng 1 — Châu Âu (Vương quốc Liên hiệp Anh và Bắc Ireland) | Chặng 1 — Châu Âu (Vương quốc Liên hiệp Anh và Bắc Ireland) | Chặng 1 — Châu Âu (Vương quốc Liên hiệp Anh và Bắc Ireland) | Chặng 1 — Châu Âu (Vương quốc Liên hiệp Anh và Bắc Ireland) | Chặng 1 — Châu Âu (Vương quốc Liên hiệp Anh và Bắc Ireland) | Chặng 1 — Châu Âu (Vương quốc Liên hiệp Anh và Bắc Ireland) |
| ----------------------------------------------------------- | ----------------------------------------------------------- | ----------------------------------------------------------- | ----------------------------------------------------------- | ----------------------------------------------------------- | ----------------------------------------------------------- | ----------------------------------------------------------- |
| 7 tháng 5 năm 2014                                          | Belfast                                                     | Bắc Ireland                                                 | Odyssey Arena                                               | Icona Pop                                                   | 18.553 / 18.553                                             | $1.658.690                                                  |
| 8 tháng 5 năm 2014                                          | Belfast                                                     | Bắc Ireland                                                 | Odyssey Arena                                               | Icona Pop                                                   | 18.553 / 18.553                                             | $1.658.690                                                  |
| 10 tháng 5 năm 2014                                         | Newcastle                                                   | Anh                                                         | Metro Radio Arena                                           | Icona Pop                                                   | —                                                           | —                                                           |
| 11 tháng 5 năm 2014                                         | Nottingham                                                  | Anh                                                         | Capital FM Arena                                            | Icona Pop                                                   | —                                                           | —                                                           |
| 13 tháng 5 năm 2014                                         | Birmingham                                                  | Anh                                                         | LG Arena                                                    | Icona Pop                                                   | —                                                           | —                                                           |
| 14 tháng 5 năm 2014                                         | Birmingham                                                  | Anh                                                         | LG Arena                                                    | Icona Pop                                                   | —                                                           | —                                                           |
| 17 tháng 5 năm 2014                                         | Glasgow                                                     | Scotland                                                    | The SSE Hydro                                               | Icona Pop                                                   | —                                                           | —                                                           |
| 18 tháng 5 năm 2014                                         | Glasgow                                                     | Scotland                                                    | The SSE Hydro                                               | Icona Pop                                                   | —                                                           | —                                                           |
| 20 tháng 5 năm 2014                                         | Manchester                                                  | Anh                                                         | Phones 4u Arena                                             | Icona Pop                                                   | 21.343 / 24.951                                             | $1.796.590                                                  |
| 21 tháng 5 năm 2014                                         | Liverpool                                                   | Anh                                                         | Echo Arena                                                  | Icona Pop                                                   | —                                                           | —                                                           |
| 23 tháng 5 năm 2014                                         | Sheffield                                                   | Anh                                                         | Motorpoint Arena                                            | Icona Pop                                                   | —                                                           | —                                                           |
| 24 tháng 5 năm 2014                                         | Manchester                                                  | Anh                                                         | Phones 4u Arena                                             | Icona Pop                                                   | [ a ]                                                       | [ a ]                                                       |
| 25 tháng 5 năm 2014                                         | Glasgow                                                     | Scotland                                                    | Glasgow Green                                               | —                                                           | —                                                           | —                                                           |
| 27 tháng 5 năm 2014                                         | Luân Đôn                                                    | Anh                                                         | The O2 Arena                                                | Icona Pop                                                   | 53.871 / 63.574                                             | $5.023.470                                                  |
| 28 tháng 5 năm 2014                                         | Luân Đôn                                                    | Anh                                                         | The O2 Arena                                                | Icona Pop                                                   | 53.871 / 63.574                                             | $5.023.470                                                  |
| 30 tháng 5 năm 2014                                         | Luân Đôn                                                    | Anh                                                         | The O2 Arena                                                | Icona Pop                                                   | 53.871 / 63.574                                             | $5.023.470                                                  |
| 31 tháng 5 năm 2014                                         | Luân Đôn                                                    | Anh                                                         | The O2 Arena                                                | Icona Pop                                                   | 53.871 / 63.574                                             | $5.023.470                                                  |
| Chặng 2 — Bắc Mỹ                                            |                                                             |                                                             |                                                             |                                                             |                                                             |                                                             |
| 22 tháng 6 năm 2014                                         | Raleigh                                                     | Hoa Kỳ                                                      | PNC Arena                                                   | Capital Cities Ferras                                       | 13.704 / 13.704                                             | $1.461.008                                                  |
| 24 tháng 6 năm 2014                                         | Washington, D.C.                                            | Hoa Kỳ                                                      | Trung tâm Verizon                                           | Capital Cities Ferras                                       | 26.508 / 26.508                                             | $3.293.503                                                  |
| 25 tháng 6 năm 2014                                         | Washington, D.C.                                            | Hoa Kỳ                                                      | Trung tâm Verizon                                           | Capital Cities Ferras                                       | 26.508 / 26.508                                             | $3.293.503                                                  |
| 27 tháng 6 năm 2014                                         | Nashville                                                   | Hoa Kỳ                                                      | Bridgestone Arena                                           | Capital Cities Ferras                                       | 13.487 / 13.487                                             | $1.567.175                                                  |
| 28 tháng 6 năm 2014                                         | Atlanta                                                     | Hoa Kỳ                                                      | Philips Arena                                               | Capital Cities Ferras                                       | 12.843 / 12.843                                             | $1.525.349                                                  |
| 30 tháng 6 năm 2014                                         | Tampa                                                       | Hoa Kỳ                                                      | Tampa Bay Times Forum                                       | Capital Cities Ferras                                       | 13.680 / 13.680                                             | $1.503.644                                                  |
| 2 tháng 7 năm 2014                                          | Sunrise                                                     | Hoa Kỳ                                                      | Trung tâm BB&T                                              | Capital Cities Ferras                                       | 12.888 / 12.888                                             | $1.382.655                                                  |
| 3 tháng 7 năm 2014                                          | Miami                                                       | Hoa Kỳ                                                      | American Airlines Arena                                     | Capital Cities Ferras                                       | 13.543 / 13.543                                             | $1.432.275                                                  |
| 7 tháng 7 năm 2014                                          | Uncasville                                                  | Hoa Kỳ                                                      | Mohegan Sun Arena                                           | Capital Cities Ferras                                       | 6.286 / 6.541                                               | $941.786                                                    |
| 9 tháng 7 năm 2014                                          | Thành phố New York                                          | Hoa Kỳ                                                      | Madison Square Garden                                       | Capital Cities Ferras                                       | 13.846 / 13.846                                             | $2.047.284                                                  |
| 11 tháng 7 năm 2014                                         | Newark                                                      | Hoa Kỳ                                                      | Trung tâm Prudential                                        | Capital Cities Ferras                                       | 25.584 / 25.584                                             | $3.363.432                                                  |
| 12 tháng 7 năm 2014                                         | Newark                                                      | Hoa Kỳ                                                      | Trung tâm Prudential                                        | Capital Cities Ferras                                       | 25.584 / 25.584                                             | $3.363.432                                                  |
| 15 tháng 7 năm 2014                                         | Montréal                                                    | Canada                                                      | Trung tâm Bell                                              | Capital Cities Ferras                                       | 14.284 / 14.284                                             | $1.332.540                                                  |
| 16 tháng 7 năm 2014                                         | Ottawa                                                      | Canada                                                      | Trung tâm Canadian Tire                                     | Capital Cities Ferras                                       | 13.260 / 13.260                                             | $1.053.260                                                  |
| 18 tháng 7 năm 2014                                         | Toronto                                                     | Canada                                                      | Trung tâm Air Canada                                        | Capital Cities Ferras                                       | 44.556 / 44.556                                             | $4.403.610                                                  |
| 19 tháng 7 năm 2014                                         | Toronto                                                     | Canada                                                      | Trung tâm Air Canada                                        | Capital Cities Ferras                                       | 44.556 / 44.556                                             | $4.403.610                                                  |
| 21 tháng 7 năm 2014                                         | Toronto                                                     | Canada                                                      | Trung tâm Air Canada                                        | Capital Cities Ferras                                       | 44.556 / 44.556                                             | $4.403.610                                                  |
| 22 tháng 7 năm 2014                                         | Pittsburgh                                                  | Hoa Kỳ                                                      | Trung tâm Consol Energy                                     | Capital Cities Ferras                                       | 13.909 / 13.909                                             | $1.440.835                                                  |
| 24 tháng 7 năm 2014                                         | Brooklyn                                                    | Hoa Kỳ                                                      | Trung tâm Barclays                                          | Capital Cities Ferras                                       | 27.823 / 27.823                                             | $3.280.455                                                  |
| 25 tháng 7 năm 2014                                         | Brooklyn                                                    | Hoa Kỳ                                                      | Trung tâm Barclays                                          | Capital Cities Ferras                                       | 27.823 / 27.823                                             | $3.280.455                                                  |
| 1 tháng 8 năm 2014                                          | Boston                                                      | Hoa Kỳ                                                      | TD Garden                                                   | Capital Cities Ferras                                       | 26.227 / 26.227                                             | $3.178.415                                                  |
| 2 tháng 8 năm 2014                                          | Boston                                                      | Hoa Kỳ                                                      | TD Garden                                                   | Capital Cities Ferras                                       | 26.227 / 26.227                                             | $3.178.415                                                  |
| 4 tháng 8 năm 2014                                          | Philadelphia                                                | Hoa Kỳ                                                      | Trung tâm Wells Fargo                                       | Capital Cities Ferras                                       | 28.213 / 28.213                                             | $2.952.334                                                  |
| 5 tháng 8 năm 2014                                          | Philadelphia                                                | Hoa Kỳ                                                      | Trung tâm Wells Fargo                                       | Capital Cities Ferras                                       | 28.213 / 28.213                                             | $2.952.334                                                  |
| 7 tháng 8 năm 2014                                          | Chicago                                                     | Hoa Kỳ                                                      | Trung tâm United                                            | Capital Cities Ferras                                       | 27.851 / 27.851                                             | $3.369.142                                                  |
| 8 tháng 8 năm 2014                                          | Chicago                                                     | Hoa Kỳ                                                      | Trung tâm United                                            | Capital Cities Ferras                                       | 27.851 / 27.851                                             | $3.369.142                                                  |
| 10 tháng 8 năm 2014                                         | Grand Rapids                                                | Hoa Kỳ                                                      | Van Andel Arena                                             | Kacey Musgraves Ferras                                      | 10.286 / 10.286                                             | $787.474                                                    |
| 11 tháng 8 năm 2014                                         | Auburn Hills                                                | Hoa Kỳ                                                      | The Palace of Auburn Hills                                  | Kacey Musgraves Ferras                                      | 13.888 / 13.888                                             | $1.363.889                                                  |
| 13 tháng 8 năm 2014                                         | Columbus                                                    | Hoa Kỳ                                                      | Nationwide Arena                                            | Kacey Musgraves Ferras                                      | 14.138 / 14.138                                             | $1.391.453                                                  |
| 14 tháng 8 năm 2014                                         | Cleveland                                                   | Hoa Kỳ                                                      | Quicken Loans Arena                                         | Kacey Musgraves Ferras                                      | 15.376 / 15.376                                             | $1.336.244                                                  |
| 16 tháng 8 năm 2014                                         | Louisville                                                  | Hoa Kỳ                                                      | Trung tâm KFC Yum!                                          | Kacey Musgraves Ferras                                      | 16.306 / 16.306                                             | $1.607.190                                                  |
| 17 tháng 8 năm 2014                                         | St. Louis                                                   | Hoa Kỳ                                                      | Trung tâm Scottrade                                         | Kacey Musgraves Ferras                                      | 14.395 / 14.395                                             | $1.463.826                                                  |
| 19 tháng 8 năm 2014                                         | Kansas City                                                 | Hoa Kỳ                                                      | Trung tâm Sprint                                            | Kacey Musgraves Ferras                                      | 13.132 / 13.132                                             | $1.219.456                                                  |
| 20 tháng 8 năm 2014                                         | Lincoln                                                     | Hoa Kỳ                                                      | Pinnacle Bank Arena                                         | Kacey Musgraves Ferras                                      | 13.693 / 13.693                                             | $1.217.100                                                  |
| 22 tháng 8 năm 2014                                         | Minneapolis                                                 | Hoa Kỳ                                                      | Trung tâm Target                                            | Kacey Musgraves Ferras                                      | 13.718 / 13.718                                             | $1.357.694                                                  |
| 23 tháng 8 năm 2014                                         | Fargo                                                       | Hoa Kỳ                                                      | Fargodome                                                   | Kacey Musgraves Ferras                                      | 21.843 / 21.843                                             | $1.660.459                                                  |
| 26 tháng 8 năm 2014                                         | Winnipeg                                                    | Canada                                                      | Trung tâm MTS                                               | Kacey Musgraves Ferras                                      | 11.858 / 11.858                                             | $956.695                                                    |
| 28 tháng 8 năm 2014                                         | Saskatoon                                                   | Canada                                                      | Trung tâm Credit Union                                      | Kacey Musgraves Ferras                                      | 12.379 / 12.379                                             | $940.310                                                    |
| 29 tháng 8 năm 2014                                         | Calgary                                                     | Canada                                                      | Scotiabank Saddledome                                       | Kacey Musgraves Ferras                                      | 12.295 / 12.295                                             | $1.239.040                                                  |
| 31 tháng 8 năm 2014                                         | Edmonton                                                    | Canada                                                      | Rexall Place                                                | Kacey Musgraves Ferras                                      | 25.112 / 25.112                                             | $2.161.810                                                  |
| 1 tháng 9 năm 2014                                          | Edmonton                                                    | Canada                                                      | Rexall Place                                                | Kacey Musgraves Ferras                                      | 25.112 / 25.112                                             | $2.161.810                                                  |
| 9 tháng 9 năm 2014                                          | Vancouver                                                   | Canada                                                      | Rogers Arena                                                | Kacey Musgraves Ferras                                      | 27.462 / 27.462                                             | $2.680.950                                                  |
| 10 tháng 9 năm 2014                                         | Vancouver                                                   | Canada                                                      | Rogers Arena                                                | Kacey Musgraves Ferras                                      | 27.462 / 27.462                                             | $2.680.950                                                  |
| 12 tháng 9 năm 2014                                         | Portland                                                    | Hoa Kỳ                                                      | Trung tâm Moda                                              | Tegan and Sara Ferras                                       | 13.675 / 13.675                                             | $1.137.015                                                  |
| 13 tháng 9 năm 2014                                         | Tacoma                                                      | Hoa Kỳ                                                      | Tacoma Dome                                                 | Tegan and Sara Ferras                                       | 19.902 / 19.902                                             | $1.764.933                                                  |
| 16 tháng 9 năm 2014                                         | Anaheim                                                     | Hoa Kỳ                                                      | Trung tâm Honda                                             | Tegan and Sara Ferras                                       | 23.374 / 23.374                                             | $2.619.670                                                  |
| 17 tháng 9 năm 2014                                         | Anaheim                                                     | Hoa Kỳ                                                      | Trung tâm Honda                                             | Tegan and Sara Ferras                                       | 23.374 / 23.374                                             | $2.619.670                                                  |
| 19 tháng 9 năm 2014                                         | Los Angeles                                                 | Hoa Kỳ                                                      | Trung tâm Staples                                           | Tegan and Sara Ferras                                       | 28.791 / 28.791                                             | $3.606.823                                                  |
| 20 tháng 9 năm 2014                                         | Los Angeles                                                 | Hoa Kỳ                                                      | Trung tâm Staples                                           | Tegan and Sara Ferras                                       | 28.791 / 28.791                                             | $3.606.823                                                  |
| 22 tháng 9 năm 2014                                         | San Jose                                                    | Hoa Kỳ                                                      | Trung tâm SAP                                               | Tegan and Sara Ferras                                       | 25.173 / 25.173                                             | $2.963.031                                                  |
| 23 tháng 9 năm 2014                                         | San Jose                                                    | Hoa Kỳ                                                      | Trung tâm SAP                                               | Tegan and Sara Ferras                                       | 25.173 / 25.173                                             | $2.963.031                                                  |
| 25 tháng 9 năm 2014                                         | Glendale                                                    | Hoa Kỳ                                                      | Gila River Arena                                            | Tegan and Sara Ferras                                       | 13.145 / 13.145                                             | $1.423.994                                                  |
| 26 tháng 9 năm 2014                                         | Paradise                                                    | Hoa Kỳ                                                      | MGM Grand Garden Arena                                      | Tegan and Sara Ferras                                       | 12.886 / 12.886                                             | $1.742.965                                                  |
| 29 tháng 9 năm 2014                                         | Thành phố Salt Lake                                         | Hoa Kỳ                                                      | EnergySolutions Arena                                       | Tegan and Sara Ferras                                       | 13.860 / 13.860                                             | $1.218.622                                                  |
| 30 tháng 9 năm 2014                                         | Denver                                                      | Hoa Kỳ                                                      | Trung tâm Pepsi                                             | Tegan and Sara Ferras                                       | 12.784 / 12.784                                             | $1.283.904                                                  |
| 2 tháng 10 năm 2014                                         | Dallas                                                      | Hoa Kỳ                                                      | Trung tâm American Airlines                                 | Tegan and Sara Ferras                                       | 27.453 / 27.453                                             | $3.520.503                                                  |
| 3 tháng 10 năm 2014                                         | Dallas                                                      | Hoa Kỳ                                                      | Trung tâm American Airlines                                 | Tegan and Sara Ferras                                       | 27.453 / 27.453                                             | $3.520.503                                                  |
| 5 tháng 10 năm 2014                                         | Memphis                                                     | Hoa Kỳ                                                      | FedExForum                                                  | Tegan and Sara Ferras                                       | 13.136 / 13.136                                             | $1.177.517                                                  |
| 6 tháng 10 năm 2014                                         | Tulsa                                                       | Hoa Kỳ                                                      | Trung tâm BOK                                               | Tegan and Sara Ferras                                       | 12.388 / 12.388                                             | $1.285.851                                                  |
| 8 tháng 10 năm 2014                                         | New Orleans                                                 | Hoa Kỳ                                                      | New Orleans Arena                                           | Tegan and Sara Ferras                                       | 13.718 / 13.718                                             | $1.274.571                                                  |
| 10 tháng 10 năm 2014                                        | Houston                                                     | Hoa Kỳ                                                      | Trung tâm Toyota                                            | Becky G Ferras                                              | 24.268 / 24.268                                             | $2.692.788                                                  |
| 11 tháng 10 năm 2014                                        | Houston                                                     | Hoa Kỳ                                                      | Trung tâm Toyota                                            | Becky G Ferras                                              | 24.268 / 24.268                                             | $2.692.788                                                  |
| 14 tháng 10 năm 2014                                        | Monterrey                                                   | México                                                      | Monterrey Arena                                             | Becky G                                                     | —                                                           | —                                                           |
| 15 tháng 10 năm 2014                                        | Monterrey                                                   | México                                                      | Monterrey Arena                                             | Becky G                                                     | —                                                           | —                                                           |
| 17 tháng 10 năm 2014                                        | Thành phố México                                            | México                                                      | Cung thể thao                                               | Becky G                                                     | 39.212 / 40.368                                             | $3.726.052                                                  |
| 18 tháng 10 năm 2014                                        | Thành phố México                                            | México                                                      | Cung thể thao                                               | Becky G                                                     | 39.212 / 40.368                                             | $3.726.052                                                  |
| Chặng 3 — Châu Đại Dương                                    |                                                             |                                                             |                                                             |                                                             |                                                             |                                                             |
| 7 tháng 11 năm 2014                                         | Perth                                                       | Úc                                                          | Perth Arena                                                 | Betty Who                                                   | 29.153 / 29.153                                             | $3.822.000                                                  |
| 8 tháng 11 năm 2014                                         | Perth                                                       | Úc                                                          | Perth Arena                                                 | Betty Who                                                   | 29.153 / 29.153                                             | $3.822.000                                                  |
| 11 tháng 11 năm 2014                                        | Adelaide                                                    | Úc                                                          | Trung tâm giải trí Adelaide                                 | Betty Who                                                   | 18.426 / 18.426                                             | $2.264.770                                                  |
| 12 tháng 11 năm 2014                                        | Adelaide                                                    | Úc                                                          | Trung tâm giải trí Adelaide                                 | Betty Who                                                   | 18.426 / 18.426                                             | $2.264.770                                                  |
| 14 tháng 11 năm 2014                                        | Melbourne                                                   | Úc                                                          | Rod Laver Arena                                             | Betty Who                                                   | 100.923 / 100.923                                           | $13.360.900                                                 |
| 15 tháng 11 năm 2014                                        | Melbourne                                                   | Úc                                                          | Rod Laver Arena                                             | Betty Who                                                   | 100.923 / 100.923                                           | $13.360.900                                                 |
| 18 tháng 11 năm 2014                                        | Melbourne                                                   | Úc                                                          | Rod Laver Arena                                             | Betty Who                                                   | 100.923 / 100.923                                           | $13.360.900                                                 |
| 19 tháng 11 năm 2014                                        | Melbourne                                                   | Úc                                                          | Rod Laver Arena                                             | Betty Who                                                   | 100.923 / 100.923                                           | $13.360.900                                                 |
| 21 tháng 11 năm 2014                                        | Sydney                                                      | Úc                                                          | Allphones Arena                                             | Betty Who                                                   | 93.841 / 93.841                                             | $12.177.000                                                 |
| 22 tháng 11 năm 2014                                        | Sydney                                                      | Úc                                                          | Allphones Arena                                             | Betty Who                                                   | 93.841 / 93.841                                             | $12.177.000                                                 |
| 24 tháng 11 năm 2014                                        | Sydney                                                      | Úc                                                          | Allphones Arena                                             | Betty Who                                                   | 93.841 / 93.841                                             | $12.177.000                                                 |
| 25 tháng 11 năm 2014                                        | Sydney                                                      | Úc                                                          | Allphones Arena                                             | Betty Who                                                   | 93.841 / 93.841                                             | $12.177.000                                                 |
| 27 tháng 11 năm 2014                                        | Brisbane                                                    | Úc                                                          | Trung tâm giải trí Brisbane                                 | Betty Who                                                   | 60.159 / 60.159                                             | $7.350.110                                                  |
| 28 tháng 11 năm 2014                                        | Brisbane                                                    | Úc                                                          | Trung tâm giải trí Brisbane                                 | Betty Who                                                   | 60.159 / 60.159                                             | $7.350.110                                                  |
| 30 tháng 11 năm 2014                                        | Brisbane                                                    | Úc                                                          | Trung tâm giải trí Brisbane                                 | Tove Lo                                                     | 60.159 / 60.159                                             | $7.350.110                                                  |
| 1 tháng 12 năm 2014                                         | Brisbane                                                    | Úc                                                          | Trung tâm giải trí Brisbane                                 | Tove Lo                                                     | 60.159 / 60.159                                             | $7.350.110                                                  |
| 4 tháng 12 năm 2014                                         | Melbourne                                                   | Úc                                                          | Rod Laver Arena                                             | Tove Lo                                                     | [ c ]                                                       | [ c ]                                                       |
| 6 tháng 12 năm 2014                                         | Melbourne                                                   | Úc                                                          | Rod Laver Arena                                             | Tove Lo                                                     | [ c ]                                                       | [ c ]                                                       |
| 7 tháng 12 năm 2014                                         | Melbourne                                                   | Úc                                                          | Rod Laver Arena                                             | Tove Lo                                                     | [ c ]                                                       | [ c ]                                                       |
| 10 tháng 12 năm 2014                                        | Melbourne                                                   | Úc                                                          | Rod Laver Arena                                             | Tove Lo                                                     | [ c ]                                                       | [ c ]                                                       |
| 12 tháng 12 năm 2014                                        | Sydney                                                      | Úc                                                          | Allphones Arena                                             | Tove Lo                                                     | [ d ]                                                       | [ d ]                                                       |
| 13 tháng 12 năm 2014                                        | Sydney                                                      | Úc                                                          | Allphones Arena                                             | Tove Lo                                                     | [ d ]                                                       | [ d ]                                                       |
| 15 tháng 12 năm 2014                                        | Brisbane                                                    | Úc                                                          | Trung tâm giải trí Brisbane                                 | Tove Lo                                                     | [ e ]                                                       | [ e ]                                                       |
| 19 tháng 12 năm 2014                                        | Auckland                                                    | New Zealand                                                 | Vector Arena                                                | Tove Lo                                                     | 24.157 / 24.157                                             | $3.046.890                                                  |
| 20 tháng 12 năm 2014                                        | Auckland                                                    | New Zealand                                                 | Vector Arena                                                | Tove Lo                                                     | 24.157 / 24.157                                             | $3.046.890                                                  |
| Chặng 4 — Châu Âu                                           |                                                             |                                                             |                                                             |                                                             |                                                             |                                                             |
| 16 tháng 2 năm 2015                                         | Barcelona                                                   | Tây Ban Nha                                                 | Palau Sant Jordi                                            | Charli XCX                                                  | —                                                           | —                                                           |
| 17 tháng 2 năm 2015                                         | Montpellier                                                 | Pháp                                                        | Park&Suites Arena                                           | Charli XCX                                                  | —                                                           | —                                                           |
| 20 tháng 2 năm 2015                                         | Lyon                                                        | Pháp                                                        | Halle Tony Garnier                                          | Charli XCX                                                  | —                                                           | —                                                           |
| 21 tháng 2 năm 2015                                         | Milano                                                      | Ý                                                           | Mediolanum Forum                                            | Charli XCX                                                  | —                                                           | —                                                           |
| 23 tháng 2 năm 2015                                         | Praha                                                       | Cộng hòa Séc                                                | O2 Arena                                                    | Charli XCX                                                  | —                                                           | —                                                           |
| 24 tháng 2 năm 2015                                         | Kraków                                                      | Ba Lan                                                      | Tauron Arena                                                | Charli XCX                                                  | —                                                           | —                                                           |
| 26 tháng 2 năm 2015                                         | Viên                                                        | Áo                                                          | Wiener Stadthalle                                           | Charli XCX                                                  | —                                                           | —                                                           |
| 27 tháng 2 năm 2015                                         | Bratislava                                                  | Slovakia                                                    | Ondrej Nepela Arena                                         | Charli XCX                                                  | —                                                           | —                                                           |
| 1 tháng 3 năm 2015                                          | Zürich                                                      | Thụy Sĩ                                                     | Hallenstadion                                               | Charli XCX                                                  | 13.000 / 13.000                                             | $1.183.140                                                  |
| 2 tháng 3 năm 2015                                          | München                                                     | Đức                                                         | Olympiahalle                                                | Charli XCX                                                  | —                                                           | —                                                           |
| 4 tháng 3 năm 2015                                          | Antwerpen                                                   | Bỉ                                                          | Sportpaleis                                                 | Charli XCX                                                  | 18.396 / 19.920                                             | $1.045.430                                                  |
| 5 tháng 3 năm 2015                                          | Köln                                                        | Đức                                                         | Lanxess Arena                                               | Charli XCX                                                  | —                                                           | —                                                           |
| 7 tháng 3 năm 2015                                          | Herning                                                     | Đan Mạch                                                    | Jyske Bank Boxen                                            | Charli XCX                                                  | —                                                           | —                                                           |
| 9 tháng 3 năm 2015                                          | Amsterdam                                                   | Hà Lan                                                      | Ziggo Dome                                                  | Charli XCX                                                  | —                                                           | —                                                           |
| 10 tháng 3 năm 2015                                         | Amsterdam                                                   | Hà Lan                                                      | Ziggo Dome                                                  | Charli XCX                                                  | —                                                           | —                                                           |
| 12 tháng 3 năm 2015                                         | Hamburg                                                     | Đức                                                         | O2 World Hamburg                                            | Charli XCX                                                  | 7.936 / 11.664                                              | $537.228                                                    |
| 13 tháng 3 năm 2015                                         | Berlin                                                      | Đức                                                         | O2 World                                                    | Charli XCX                                                  | 12.491 / 12.515                                             | $753.185                                                    |
| 15 tháng 3 năm 2015                                         | Riga                                                        | Latvia                                                      | Arena Riga                                                  | Charli XCX                                                  | —                                                           | —                                                           |
| 18 tháng 3 năm 2015                                         | Helsinki                                                    | Phần Lan                                                    | Hartwall Arena                                              | Charli XCX                                                  | —                                                           | —                                                           |
| 20 tháng 3 năm 2015                                         | Oslo                                                        | Na Uy                                                       | Telenor Arena                                               | Charli XCX                                                  | —                                                           | —                                                           |
| 22 tháng 3 năm 2015                                         | Stockholm                                                   | Thụy Điển                                                   | Ericsson Globe                                              | Charli XCX                                                  | —                                                           | —                                                           |
| Chặng 5 — Châu Á                                            |                                                             |                                                             |                                                             |                                                             |                                                             |                                                             |
| 18 tháng 4 năm 2015                                         | Quảng Châu                                                  | Trung Quốc                                                  | Nhà thi đấu Thể thao Quảng Châu                             | The Dolls                                                   | —                                                           | —                                                           |
| 21 tháng 4 năm 2015                                         | Thượng Hải                                                  | Trung Quốc                                                  | Mercedes-Benz Arena                                         | The Dolls                                                   | —                                                           | —                                                           |
| 22 tháng 4 năm 2015                                         | Thượng Hải                                                  | Trung Quốc                                                  | Mercedes-Benz Arena                                         | The Dolls                                                   | —                                                           | —                                                           |
| 25 tháng 4 năm 2015                                         | Tokyo                                                       | Nhật Bản                                                    | Cung thể dục thể thao trung tâm Tokyo                       | The Dolls                                                   | —                                                           | —                                                           |
| 26 tháng 4 năm 2015                                         | Tokyo                                                       | Nhật Bản                                                    | Cung thể dục thể thao trung tâm Tokyo                       | The Dolls                                                   | —                                                           | —                                                           |
| 28 tháng 4 năm 2015                                         | Đài Bắc                                                     | Đài Loan                                                    | Nhà thi đấu Đài Bắc                                         | Ferras                                                      | —                                                           | —                                                           |
| 1 tháng 5 năm 2015                                          | Ma Cao                                                      | Ma Cao                                                      | Cotai Arena                                                 | The Dolls                                                   | —                                                           | —                                                           |
| 2 tháng 5 năm 2015                                          | Ma Cao                                                      | Ma Cao                                                      | Cotai Arena                                                 | The Dolls                                                   | —                                                           | —                                                           |
| 7 tháng 5 năm 2015                                          | Bocaue                                                      | Philippines                                                 | Philippine Arena                                            | The Dolls                                                   | —                                                           | —                                                           |
| 9 tháng 5 năm 2015                                          | Bumi Serpong Damai                                          | Indonesia                                                   | Trung tâm hội nghị và triển lãm Indonesia                   | The Dolls                                                   | —                                                           | —                                                           |
| 11 tháng 5 năm 2015                                         | Singapore                                                   | Singapore                                                   | Sân vận động trong nhà Singapore                            | The Dolls                                                   | —                                                           | —                                                           |
| 14 tháng 5 năm 2015                                         | Băng Cốc                                                    | Thái Lan                                                    | IMPACT Arena                                                | The Dolls                                                   | —                                                           | —                                                           |
| Chặng 6 — Mỹ Latinh                                         |                                                             |                                                             |                                                             |                                                             |                                                             |                                                             |
| 22 tháng 9 năm 2015                                         | Lima                                                        | Peru                                                        | Trường đua Monterrico                                       | Gala Brie                                                   | 15.635 / 15.635                                             | $1.397.180                                                  |
| 25 tháng 9 năm 2015                                         | São Paulo                                                   | Brasil                                                      | Allianz Parque                                              | AlunaGeorge                                                 | 35.564 / 35.564                                             | $2.218.220                                                  |
| 27 tháng 9 năm 2015                                         | Rio de Janeiro                                              | Brasil                                                      | Parque dos Atletas                                          | —                                                           | —                                                           | —                                                           |
| 29 tháng 9 năm 2015                                         | Curitiba                                                    | Brasil                                                      | Pedreira Paulo Leminski                                     | Tinashe                                                     | 16.076 / 16.076                                             | $1.115.000                                                  |
| 3 tháng 10 năm 2015                                         | Buenos Aires                                                | Argentina                                                   | Trường đua Argentino de Palermo                             | Tinashe Lali                                                | 17.623 / 17.623                                             | $1.745.600                                                  |
| 6 tháng 10 năm 2015                                         | Santiago                                                    | Chile                                                       | Quảng trường Sân vận động Quốc gia                          | Tinashe Consuelo Schuster                                   | 23.438 / 23.438                                             | $1.955.240                                                  |
| 9 tháng 10 năm 2015                                         | Bogotá                                                      | Colombia                                                    | Công viên Thể thao 222                                      | Tinashe Durazno                                             | 18.796 / 18.796                                             | $1.409.520                                                  |
| 12 tháng 10 năm 2015                                        | San Juan                                                    | Puerto Rico                                                 | Đấu trường José Miguel Agrelot                              | Tinashe                                                     | 15.218 / 15.653                                             | $1.691.275                                                  |
| 15 tháng 10 năm 2015                                        | Thành phố Panama                                            | Panama                                                      | Plaza Figali                                                | Tinashe                                                     | 6.928 / 8.000                                               | $968.479                                                    |
| 18 tháng 10 năm 2015                                        | Alajuela                                                    | Costa Rica                                                  | Parque Viva                                                 | Tinashe                                                     | 16.199 / 16.199                                             | $1.423.310                                                  |
| Tổng cộng                                                   | Tổng cộng                                                   | Tổng cộng                                                   | Tổng cộng                                                   | Tổng cộng                                                   | 1.515.864 / 1.537.369 (98,6%)                               | $160.293.758                                                |